# Internationale Funkausstellung Berlin

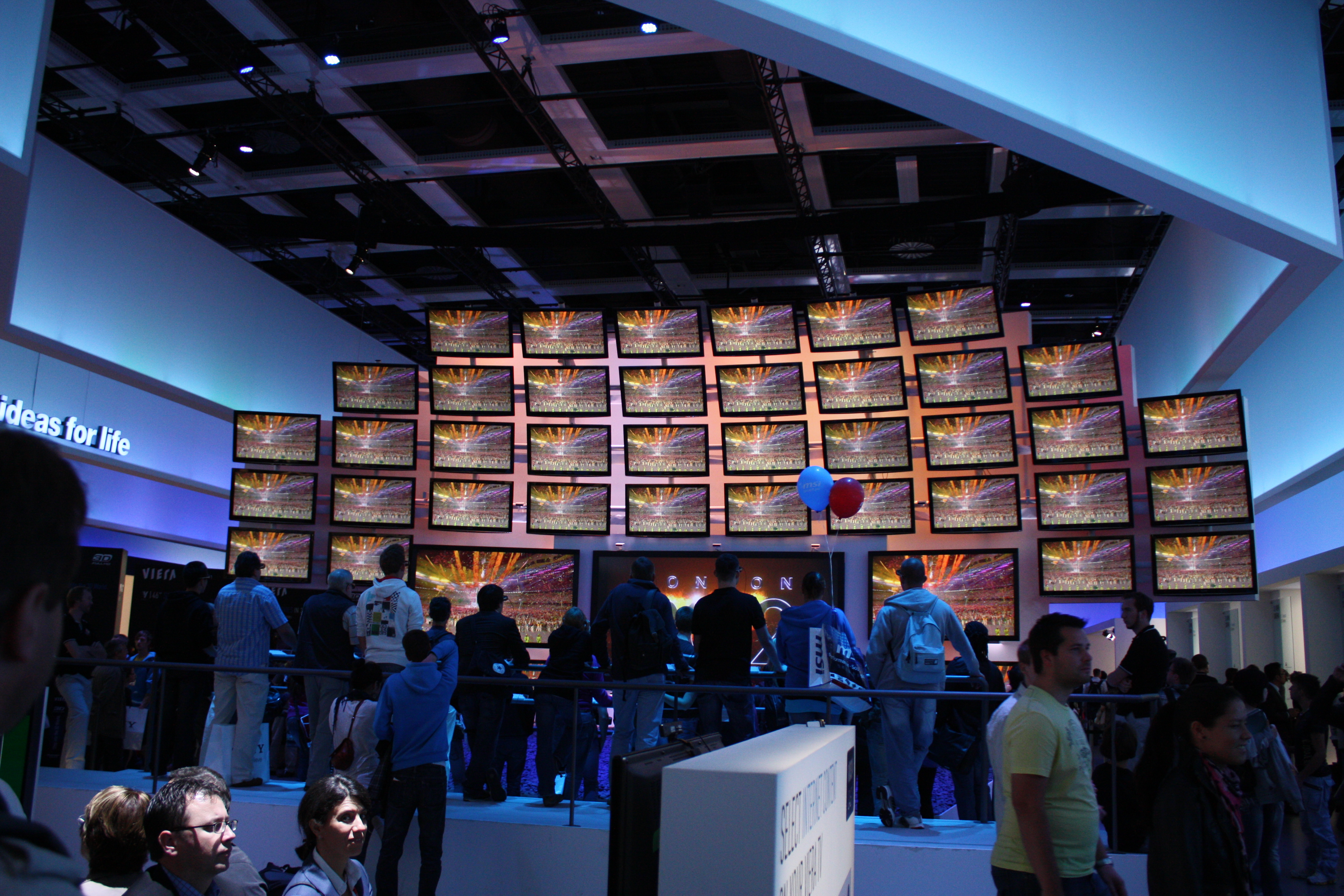
IFA 2010

El IFA o Internationale Funkausstellung Berlin (en alemán, literalmente Exposición Internacional de Radio de Berlín, popularmente llamada en inglés Berlin Radio Show) es una de las ferias de muestras industriales más antiguas en Alemania, la cual se realiza periódicamente todos los años durante el verano en la Messe Berlin, en la capital del país. 
Entre 1926 y 1939 fue un acontecimiento anual, pero entre 1950 y 2005 tenía lugar una vez cada dos años. Desde 2005 es un acontecimiento anual otra vez.
Ofrece a los expositores la oportunidad de presentar sus productos y desarrollos más modernos al público. Como resultado de cobertura diaria en casi cada medio de comunicación alemán, la feria logra una difusión grande de información y anuncios publicitarios. Muchas innovaciones mundiales han sido dadas a conocer por primera vez en la feria a lo largo de su historia.

## Volksempfänger
En 1933 se introdujo el Volksempfänger (VE 301 W), un diseño para un receptor de señal de radio, patrocinado por los Nazis (VE=Volksempfänger; 301 = 30 de enero; W = Wechselstrom). Ordenado por Joseph Goebbels, diseñado por Otto Griessing y vendido por Gustav Seibt, fue presentado durante el décimo IFA que tuvo lugar el 18 de agosto de 1933. Durante la feria se vendieron 100.000 radios a un precio de 76 Reichsmark.
La significancia de la radio como un medio de comunicación para diseminar propaganda política y entretenimiento en toda Alemania había sido clara a Goebbels desde el comienzo.